# Svinița (gmina)
Svinița – gmina w Rumunii, w okręgu Mehedinți. Obejmuje tylko jedną miejscowość Svinița. W 2011 roku liczyła 925 mieszkańców.